# Орден Святої великомучениці Катерини
Це стаття про державну нагороду Російської Федерації. Про орден Російської імперії див.: Орден Святої Катерини.
Орден Святої великомучениці Катерини (рос. орден Святой великомученицы Екатерины) —  жіноча державна нагорода Російської Федерації.

## Історія нагороди
- 3 травня 2012 року указом Президента Російської Федерації Медведєва Д. А. № 573 «Про заснування ордена Святої великомучениці Катерини і відзнаки „За благодіяння“»[1] був встановлений орден Святої великомучениці Катерини.

## Статут ордена
1. Орденом Святої великомучениці Катерини нагороджуються відомі своєю високою духовно-моральною позицією і милосердям громадянки Російської Федерації і громадянки іноземних держав за видатний внесок у миротворчу, гуманітарну та благодійну діяльність, збереження культурної спадщини.
2. Знак ордена Святої великомучениці Катерини носиться на плечовій стрічці, яка проходить через праве плече. Допускається носіння знака ордена Святої великомучениці Катерини на банті, що розміщується на правій стороні грудей вище від інших державних нагород Російської Федерації.
Зірка ордена Святої великомучениці Катерини носиться на лівій стороні грудей і розташовується нижче орденів, що носяться на колодці, під зіркою ордена «За заслуги перед Вітчизною».
3. Для особливих випадків і можливого повсякденного носіння передбачено носіння мініатюрної копії знака ордена Святої великомучениці Катерини на правій стороні грудей.
4. При носінні стрічки ордена Святої великомучениці Катерини на планці вона розташовується після стрічки ордена «За заслуги перед Вітчизною» на планці.
5. При носінні стрічки ордена Святої великомучениці Катерини у вигляді розетки вона розташовується на лівій стороні грудей.

## Знаки ордена
Орден Святої великомучениці Катерини має знак і зірку.
| Знак ордена | Зірка ордена |
| ----------- | ------------ |
|             |              |